# Егиндыколь (Западно-Казахстанская область)
Егиндыколь (каз. Егіндікөл) — село в Каратобинском районе Западно-Казахстанской области Казахстана. Административный центр Егиндыкольского сельского округа. Код КАТО — 275035100.

## Население
В 1999 году население села составляло 1879 человек (938 мужчин и 941 женщина). По данным переписи 2009 года, в селе проживало 1437 человек (697 мужчин и 740 женщин).